# Dana Hlaváčová
Dana Hlaváčová (* 20. června 1945 Suchdol u Prahy) je česká filmová herečka. Její starší sestra Jana Hlaváčová byla též herečkou. Mezi její nejznámější filmové role patří pohádkový snímek Tři oříšky pro Popelku, kde si zahrála Popelčinu nevlastní sestru.

## Filmografie

### Film
- 2008 Ďáblova lest
- 2005 Anděl Páně
- 2004 Josef a Ly
- 2002 Počkej, až zhasnu
- 2001 Černí andělé
- 1998 Čas dluhů
- 1997 Cyprián a bezhlavý prapradědeček
- 1996 Není houba jako houba
- 1995 Když se slunci nedaří
- 1993 Císařovy nové šaty
- 1993 Dick Whittington
- 1992 Jánošova kouzelná flétnička
- 1990 Čarodějky z předměstí
- 1990 Svědek umírajícího času
- 1988 To nám byl čert dlužen
- 1987 Kde bydlí štěstí
- 1987 Strom pohádek: O perníkové chaloupce
- 1986 Bylo nás šest
- 1986 Pohádka o lidské duši
- 1985 Já nejsem já
- 1985 Podivná znamení, podivní hosté
- 1985 Případ ukradených vědomostí
- 1983 Lekár umierajúceho času
- 1981 Monstrum z galaxie Arkana
- 1981 Výhra admirála Kotrby
- 1979 Tím pádem
- 1979 Zkoušky z dospělosti
- 1978 „Já už budu hodný, dědečku!“
- 1977 „Já to tedy beru, šéfe...!“
- 1977 Jen ho nechte, ať se bojí
- 1977 O moravské zemi
- 1977 Tajemství proutěného košíku
- 1976 Šťastné a veselé
- 1975 Dva muži hlásí příchod
- 1975 Tak láska začíná...
- 1974 Milí Bakaláři
- 1973 Kamarádi
- 1973 Tři oříšky pro Popelku - role: Dora, nevlastní sestra Popelky
- 1971 O Pomněnce
- 1971 Zlatá hvězda na cestách
- 1969 Zabil jsem Einsteina, pánové…
- 1968 Jak se Mette chtěla stát královnou
- 1968 Pasťák
- 1967 O princezně, která pořád vařila
- 1963 Tři chlapi v chalupě – role: členka ČSM

## Televize
- 1966 Eliška a její rod (TV seriál)
- 1967 Ženitba (TV inscenace divadelní hry Nikolaje Vasiljeviče Gogola) – role: služka Duňaška
- 1969 Popelka (TV filmová pohádka) – role: dcera Dorota
- 1969 Nactiutrhač (TV cyklus: Bližní na tapetě)
- 1971 O Pomněnce (TV pohádka) – role: služebná
- 1979 Dnes v jednom domě (TV seriál)
- 1982 Malý pitaval z velkého města (TV seriál)
- 1984 My všichni školou povinní (TV seriál)
- 1985 Třetí patro (TV seriál)
- 2003 Nemocnice na kraji města po dvaceti letech (TV seriál)
- 2004 Náměstíčko